# マジカル大☆大☆大冒険!
「マジカル大☆大☆大冒険！」（マジカルだい だい だいぼうけん）は、七森中☆ごらく部の楽曲。同グループの5枚目のシングルとして2013年7月31日にポニーキャニオンから発売された。楽曲はFunta3とビートまりおが作詞、白戸佑輔とビートまりおが作曲を手掛けた。

## 概要
七森中☆ごらく部のシングルとしては、初めてゆるゆり以外のアニメでの楽曲として発売された。ただし、ジャケットには七森中☆ごらく部が演じるゆるゆりのキャラクターが描かれているほか、カップリング曲である「ゴゴゴゴごらく部」にはゆるゆりのキャラクターのセリフが登場するなど、事実上はゆるゆりの楽曲として扱われている。
本曲は、テレビアニメ『マイリトルポニー〜トモダチは魔法〜』のオープニングテーマに起用された。
シングルの初回特典として、七森中☆ごらく部4人のカード2種類のうちどちらか1枚が同梱される。ごらく部カードのうち4000枚は直筆サイン入りカード（三上・大坪・大久保・津田が1000枚ずつ）となる。

## 収録曲
| #         | タイトル                             | 作詞         | 作曲         | 編曲      | 時間  |
| --------- | ------------------------------------ | ------------ | ------------ | --------- | ----- |
| 1.        | 「マジカル大☆大☆大冒険！」           | Funta3、sae  | 白戸佑輔     | Funta7    | 3:57  |
| 2.        | 「ゴゴゴゴごらく部」                 | ビートまりお | ビートまりお | ARM       | 3:34  |
| 3.        | 「マジカル大☆大☆大冒険！」(からおけ) |              |              |           | 3:57  |
| 4.        | 「ゴゴゴゴごらく部」(からおけ)       |              |              |           | 3:34  |
| 合計時間: | 合計時間:                            | 合計時間:    | 合計時間:    | 合計時間: | 15:02 |

## チャート
| チャート（2013年）                | 最高位 |
| --------------------------------- | ------ |
| オリコン週間                      | 11     |
| オリコン月間                      | 43     |
| Billboard JAPAN HOT 100           | 35     |
| Billboard JAPAN Hot Singles Sales | 8      |
| Billboard JAPAN Hot Animation     | 8      |
| サウンドスキャン（初回限定盤）    | 9      |